# Muzeum Pacowa Chata w Krypnie Wielkim
Muzeum Pacowa Chata w Krypnie Wielkim – prywatne muzeum położone w Krypnie (powiat moniecki), działające przy gospodarstwie agroturystycznym, prowadzonym przez Barbarę i Tomasza Paców.
Muzealna ekspozycja odnosi się do tradycji historycznej rodu Paców oraz czasów I Rzeczypospolitej. Znajdują się tu zbiory etnograficzne, historyczne oraz militaria. Najstarsze z eksponatów pochodzą z XVII wieku.
Przy muzeum znajduje się wioska tematyczna Przysiółek Szlachecki, w które organizowane są zajęcia tematyczne oraz zabawy.
Zwiedzanie muzeum jest możliwe po uzgodnieniu z właścicielem.